# الدخيسة
الدخيسة هي قرية مغربية، تنتمي لإقليم مكناس وسط شمال البلاد. تضم الدخيسة 13.541 ساكنا (حسب إحصاء 2004).